# Valerius Severus
Valerius Severus (egl. Flavius Valerius Severus) (død 16. September 307) var romersk kejser 306-307.
Han blev i 305 udnævnt til juniorkejser i tetrarkiet på Galerius’ opfordring sammen med Maximinus. I det indviklede tetrarkiske system rangerede han under Constantius, som leder af den vestlige del af imperiet. Da Constantius derfor uventet døde i 306 sørgede Galerius straks for, at Valerius Severus blev seniorkejser, mens Konstantin blev ny juniorkejser.
Rasende over at være blevet forbigået ved valget af ny senior- og juniorkejser valgte Maxentius, der var søn af Maximian Herculius at gøre oprør mod Valerius Severus, og det lykkedes ham og hans far at fange og myrde Valerius Severus i 307. Galerius forsøgte at sætte en stopper for optøjerne, men mordet resulterede i en borgerkrig, der fik tetrarkiet til at bryde sammen og i sidste ende placerede Konstantin som ny enekejser.
1. ↑  Navnet er anført på engelsk og stammer fra Wikidata hvor navnet endnu ikke findes på dansk.